# Walter Novellino
Walter Novellino (Montemarano, provincia de Avellino, Italia, 4 de junio de 1953) es un exfutbolista y entrenador italiano. Se desempeñaba en la posición de centrocampista y actualmente es el técnico del Juve Stabia de la Serie C.

## Biografía
Nacido en Campania, a 62 kilómetros de Nápoles, creció en São Paulo, Brasil, donde su familia se mudó siendo él muy joven. Su hermano menor, Giuseppe Novellino, también fue futbolista.

## Trayectoria como jugador
Se formó en las categorías inferiores del Pomano y del Legnano, con el que debutó en la Serie C. Luego pasó al Torino, debutando con la camiseta granata en la Serie A, temporada 1972-73, en un partido ante el Napoli. La temporada siguiente, durante su permanencia en el servicio militar, fue cedido al Cremonese de la tercera división. Vuelto al Torino, fue transferido al Empoli para luego fichar en 1975 por el Perugia, recién ascendido a la Serie A.
Después de tres temporadas con los grifoni, fue adquirido por el Milan, donde ganó el décimo scudetto del conjunto rossonero. Cuando el Milan fue descendido administrativamente a la Serie B por el escándalo de corrupción conocido como Totonero, Novellino decidió quedarse, marcando el gol decisivo para el ascenso contra el Monza. Tras el nuevo descenso del Milan, en 1982, Novellino fichó por el Ascoli, donde jugó sus últimas temporadas en la máxima división italiana. En noviembre de 1984 pasó al Perugia, que militaba en la Serie B y descendió a la tercera división en 1986. Se retiró en el Catania de la Serie B en el año 1987.

## Selección nacional
Fue internacional con la selección de fútbol de Italia en un partido amistoso ante Turquía, disputado el 23 de septiembre de 1978 en Florencia. Fue la única presencia de Novellino en la Azzurra, debido a la presencia de Franco Causio y Claudio Sala en su posición.

## Trayectoria como entrenador
Su debut como entrenador se produjo en 1990, en el banquillo de las categorías inferiores del Perugia. En 1992 reemplazó a Adriano Buffoni como técnico del primer equipo. Fue cesado por el presidente Luciano Gaucci por una disputa sobre el papel de Ilario Castagner en el conjunto umbro. El año siguiente entrenó al Gualdo, con el que logró el ascenso a la tercera división. En 1995 fue contratado otra vez por el Perugia, en ese entonces en la Serie B; sin embargo fue cesado de nuevo. Sucesivamente fichó por otros clubes de la Serie B: antes el Ravenna, luego el Venezia, con el que logró el ascenso a la Serie A.
En 1999 guio al Napoli al ascenso a la máxima división de Italia. Logró otros dos ascensos a la Serie A en 2001 con el Piacenza y en 2003 con el Sampdoria, donde se quedó cinco temporadas. El 6 de junio de 2007 firmó un contrato con el Torino; fue cesado en abril de 2008. El 8 de diciembre del mismo año fue llamado otra vez por los turineses, siendo esonerado el 24 de marzo de 2009. El 1 de junio de 2009 fue contratado por el Reggina, recién descendido a la Serie B, pero el 24 de octubre fue cesado tras la derrota contra el mismo Torino.
Desde julio de 2010 a febrero de 2011 fue consultor y consejero del Perugia, refundado después de la quiebra. En el mismo mes, se convirtió en el entrenador del Livorno, reemplazando a Bepi Pillon; el 21 de diciembre rescindió el contrato con los toscanos. El 20 de marzo de 2013 pasó al banquillo del Modena, tras el cese de Dario Marcolin.

## Clubes

### Como jugador
| Club               | País   | Año       |
| ------------------ | ------ | --------- |
| AC Legnano         | Italia | 1970-1971 |
| AC Torino          | Italia | 1972-1973 |
| US Cremonese       | Italia | 1973-1974 |
| Empoli FC          | Italia | 1974-1975 |
| AC Perugia         | Italia | 1975-1978 |
| AC Milan           | Italia | 1978-1982 |
| Ascoli Calcio 1898 | Italia | 1982-1984 |
| AC Perugia         | Italia | 1984-1986 |
| Calcio Catania     | Italia | 1986-1987 |

### Como entrenador
| Club                 | País   | Año           |
| -------------------- | ------ | ------------- |
| AC Perugia (juvenil) | Italia | 1990-1992     |
| AC Perugia           | Italia | 1992-1993     |
| AS Gualdo Calcio     | Italia | 1993-1995     |
| AC Perugia           | Italia | 1995-1996     |
| US Ravenna           | Italia | 1996-1997     |
| AC Venezia           | Italia | 1997-1999     |
| SSC Napoli           | Italia | 1999-2000     |
| Piacenza FC          | Italia | 2000-2002     |
| UC Sampdoria         | Italia | 2002-2006     |
| Torino FC            | Italia | 2007-2009     |
| Reggina Calcio       | Italia | 2009          |
| AS Livorno Calcio    | Italia | 2011          |
| Modena FC            | Italia | 2013-2015     |
| USC Palermo          | Italia | 2016          |
| US Avellino 1912     | Italia | 2016-2018     |
| Catania              | Italia | 2019          |
| Juve Stabia          | Italia | 2021          |
| Juve Stabia          | Italia | 2022          |
| Juve Stabia          | Italia | 2023-presente |

## Palmarés como jugador

### Campeonatos nacionales
| Título  | Club     | País   | Año     |
| ------- | -------- | ------ | ------- |
| Serie A | AC Milan | Italia | 1978-79 |
| Serie B | AC Milan | Italia | 1980-81 |

### Campeonatos internacionales
| Título                     | Club       | País   | Año  |
| -------------------------- | ---------- | ------ | ---- |
| International Football Cup | AC Perugia | Italia | 1978 |
| Copa Mitropa               | AC Milan   | Italia | 1982 |

## Palmarés como entrenador

### Campeonatos nacionales
| Título   | Club             | País   | Año     |
| -------- | ---------------- | ------ | ------- |
| Serie C2 | AS Gualdo Calcio | Italia | 1993-94 |